# Antrisocopia prehensilis
Antrisocopia prehensilis је животињска врста класе Crustacea која припада реду Calanoida. 

## Угроженост
Ова врста је крајње угрожена и у великој опасности од изумирања.

## Распрострањење
Ареал врсте је ограничен на једну државу. 
Бермудска острва су једино познато природно станиште врсте.

## Станиште
Станиште врсте су морски екосистеми. 